# Aunslev
Aunslev – wieś w Danii, w regionie Dania Południowa, w gminie Nyborg. Według Urzędu Statystycznego Danii, 1 stycznia 2018 roku miejscowość liczyła 408 mieszkańców.

## Zabytki
W miejscowości znajduje się zabytkowy szpital, wybudowany w 1755 roku, przebudowany w 1932 roku.

## Osoby związane z miejscowością
- Jacob Beck (1972) – duński konserwator-pianista, mówca konferencyjny i wykładowca
- Ejnar Dige (1899–1981) – duński kierownik departamentu i współzałożyciel duńskiej szkoły zarządzania
- Daniel Petersen (1987) – duński pokerzysta